# Zamarada flavicincta
Zamarada flavicincta là một loài bướm đêm trong họ Geometridae.